# ナフマン・ブラツラフ
ラビ・ナフマン・ブラツラフ（נחמן_מברסלב, Rebbe(Rabbi) Nachman Bratslav(Breslav, Breslov), 1772年4月4日 - 1810年10月16日）はハシディズムの開祖バアル・シェム・トーブの曾孫であり、ブレスラフ派 (chasiduth breslabh) と呼ばれるハシディズムの一流派を創始した人物。
現在では宗派や信条の違いを超え、ユダヤ教で最も人気のあるラビの一人。